# 上原空
上原 空（うえはら かすみ、1986年9月30日 - ）は、日本の元AV女優。

## 略歴
- 2005年 - 『夏服』でAVデビュー。

## 作品

### アダルトビデオ
2005年
- 夏服(レンタル)/夏服の性(セル) (6月30日(レンタル)/7月22日(セル)、KUKI)
- 部活Ｈ!!胸さわぎの放課後(レンタル) (7月20日、KUKI)
- 悪戯と飼育(レンタル) (8月25日、KUKI)
- 上原空　2packs (9月23日、KUKI)
- First Contact 02 (12月1日、アイデアポケット)

2006年
- ANGEL HOSPITAL (1月1日、アイデアポケット)
- WHITE HIGH SCHOOL 問題児ブッカケザーメン工業高校 (2月1日、アイデアポケット)
- 女子校生監禁凌辱 鬼畜輪姦59 (3月7日、アタッカーズ)
- GOKAN5 EPISODE5 レイプファンサイト (5月7日、アタッカーズ)共演:薫まい、沢木愛、坂本麻弥、愛みこ
- 女の子のSM まゆらとかすみ (6月7日、アタッカーズ)…共演:星月まゆら
- ザ・メイクルーム 4 ビラビラがヨジれてるからコレで直すよ! (6月30日、アテナ映像)他出演:相沢さゆり、藤崎美麗、森川由里花
- すくみず学園 (8月4日、TMA)共演:上村愛、相沢唯衣
- ヤリマンギャルコンパニオン (8月20日、イマージュ)…共演:藤井彩、瀬咲るな、眞雪ゆん、坂井あいり、野々宮りん、咲月ゆり、南国楓、木村那美
- インモラル天使 (8月25日(レンタル)/2006年11月24日(セル)、シネマジック)
- 制服スク水えっち 3 (8月25日、笠倉出版社)他出演:南まひろ、高瀬まゆ
- 義姉さんの巨乳がエロすぎて我慢汁出まくり!! (9月25日、ネクストイレブン)…他出演:藤井彩
- ヌーディストGALビーチ (9月25日、イマージュ)…共演:南国楓、木村那美、瀬咲るな、藤井彩、根本わか、咲月ゆり、眞雪ゆん、野々宮りん、坂井あいり
- 性欲処理科のナースたち (10月5日、アキノリ)共演:荒川美姫、あいな唯
- 肉体労働の女 10 (10月13日、メディアバンク)他出演:荒川美姫、瀬名えみり
- 匿名希望渋谷区ナース さやか&まなみ (10月19日、クロス)…共演:沙耶
- 裸プロンPremium (11月10日、TMA)他出演:花野心、遠野春希、桃井りか
- 巨乳中出しマニア4時間 (11月15日、ロータス)他出演:華島彩、春名えみ、水森あおい
- 強制レイプマニアックス 10 (11月17日、メディアバンク)他出演:星野つぐみ、荒川美姫、芹沢明菜、大木和菜、瀬名えみり
- メガネっ娘 透け乳首 3 (11月30日、笠倉出版社)他出演:雨宮せつな、高瀬まゆ、新川舞美、平原あいみ
- いじめ 未熟な標本たち (12月7日、アタッカーズ)
- 少女絶叫監禁室 Part2 (12月22日、I.B.WORKS)

2007年
- 巨乳拘束トランス 上原空 (1月19日、ドグマ)
- 女子校生暴行3時間 いまさら謝っても遅えんだよ! (2月9日、ビッグモーカル)他出演:若葉かおり、椎名りく、大塚ひな、山口まゆ、鈴木ありさ
- 巨乳・制服いじめ (2月19日、ドグマ)
- 黒髪女子校生 5 (4月13日、ビッグモーカル)他出演:椎名りく、鈴木ありさ
- 10代少女拉致3人剃毛輪姦中出し4時間 (4月18日、ロータス)他出演:牧瀬悠、鈴木真央
- 蛇縛の拷問絵巻 (6月7日、アタッカーズ)…共演:天野メグ
- 美女と少女、二人はパイパン同性愛 原千尋&上原空 (6月19日、クロス)共演:原千尋
- 新・素人女子校生［CLASS－A］ (7月13日、ビッグモーカル)他出演:南憂蘭、さくらの、星野優奈、鈴木ありさ、芹沢明菜
- 麗しの巨乳若妻。 3 (9月15日、光夜蝶)
- 巨乳温泉コンパニオン 2 (9月20日、V&Rプロダクツ)共演:瀬咲るな、佐伯奈々
- 卑猥語美乳エステ (9月25日、BRAVO)
- Love Letter 親愛なる上原空さんへ (9月30日、ゴリラプロジェクト)
- Mドラッグ 上原空 (10月19日、ドグマ)